# Hottviller
Hottviller é uma comuna francesa na região administrativa de Grande Leste, no departamento de Mosela. Estende-se por uma área de 8,36 km². Em 2010 a comuna tinha 528 habitantes (densidade: 63,2 hab./km²).